# SS-Panzerregiment 3
Het SS-Panzerregiment 3 was een Duits tankregiment van de Waffen-SS tijdens de Tweede Wereldoorlog.

## Krijgsgeschiedenis

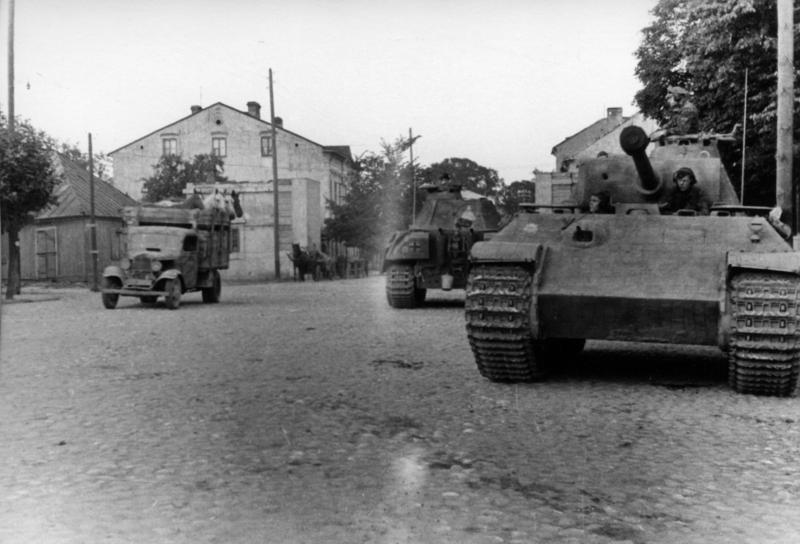
PzKw V Panther van het regiment in Siedlce, eind juli 1944

SS-Panzerregiment 3 werd op 14 oktober 1942 opgericht in Frankrijk uit de pas opgerichte Panzer-Abteilung SS-Div. "Totenkopf". De I. Abteilung werd gevormd door omdopen van SS-Pz.Abt. 4.
Het regiment maakte bij oprichting deel uit van de SS-Division Totenkopf, vanaf 9 november 1942 van de SS-Panzergrenadier-Division Totenkopf en vanaf 21 oktober 1943 van de 3e SS-Panzer-Division Totenkopf en bleef dat gedurende zijn verdere bestaan.
Het regiment capituleerde (met grote delen van de divisie) bij Linz aan Amerikaanse troepen op 8 mei 1945.

## Samenstelling bij oprichting
- I. Abteilung met 3 compagnieën (1-3)
- II. Abteilung met 3 compagnieën (4-6)

## Wijzigingen in samenstelling
Op 15 november 1942 werd een schwere compagnie opgericht.

In september 1943 werd de I. Abteilung naar Duitsland verplaatst om omgevormd te worden tot een Panther-Abteilung, maar keerde pas in juli 1944 bij het regiment terug.

## Opmerkingen over schrijfwijze
- Abteilung is in dit geval in het Nederlands een tankbataljon.

## Commandanten
| Rang                                                               | Naam                    | Begin           | Eind            |
| ------------------------------------------------------------------ | ----------------------- | --------------- | --------------- |
| SS-Sturmbannführer                                                 | Karl Leiner             | 14 oktober 1942 | 3 april 1943    |
| SS-Sturmbannführer                                                 | Eugen Kunstmann         | 3 april 1943    | 8 juli 1943 †   |
| SS-Sturmbannführer                                                 | Georg Bochmann          | 8 juli 1943     | 1 november 1943 |
| SS-Hauptsturmführer                                                | Hubert Erwin Meierdress | 1 november 1943 | januari 1944    |
| SS-Sturmbannführer SS-Obersturmbannführer (vanaf 1 september 1944) | Anton Laackmann         | 20 januari 1944 | 5 januari 1945  |
| SS-Sturmbannführer                                                 | Adolf Pittschellis      | 5 januari 1945  | 26 januari 1945 |
| SS-Obersturmbannführer                                             | Gerhard Adam            | februari 1945   | februari 1945   |
| SS-Sturmbannführer                                                 | Kurt Anton Berlin       | februari 1945   | 8 mei 1945      |

SS-Sturmbannführer Kunstmann sneuvelde tijdens de Slag om Koersk op 8 juli 1943.

SS-Hauptsturmführer Meierdress was tijdelijk commandant.

SS-Obersturmbannführer Laackmann raakte gewond tijdens Operatie Konrad I.
Panzerregiment 1 · Panzerregiment 2 · Panzerregiment 3 · Panzerregiment 4 · Panzerregiment 5 · Panzerregiment 6 · Panzerregiment 7 · Panzerregiment 8 · Panzerregiment 9 · Panzerregiment 10 · Panzerregiment 11 · Panzerregiment 15 · Panzerregiment 16 · Panzerregiment 17 · Panzerregiment 18 · Panzerregiment 21 · Panzerregiment 22 · Panzerregiment 23 · Panzerregiment 24 · Panzerregiment 25 · Panzerregiment 26 · Panzerregiment 27 · Panzerregiment 28 · Panzerregiment 29 · Panzerregiment 31 · Panzerregiment 33  · Panzerregiment 35 · Panzerregiment 36 · Panzerregiment 39 · Panzerregiment 69 · Panzerregiment 80 · Panzerregiment 100 · Panzerregiment 101 · Panzerregiment 102 · Panzerregiment 116 · Panzerregiment 118 · Panzer-Lehr-Regiment 130 · Panzerregiment 201 · Panzerregiment 202 · Panzerregiment 203 · Panzerregiment 204 · Schweres Panzer-Regiment Bäke · Panzerregiment Brandenburg · Panzerregiment Coburg · Panzerregiment Feldherrnhalle · Panzerregiment Feldherrnhalle 2 · Panzerregiment Hermann Göring · Panzerregiment Großdeutschland · Panzerregiment Kurmark · Panzerregiment von Lauchert · Panzerregiment Major Rettemeier · Fallschirm-Panzerregiment 1 · Fallschirm-Panzerregiment 21 · SS-Panzerregiment 1 LSSAH · SS-Panzerregiment 2 · SS-Panzerregiment 3 · SS-Panzerregiment 5 · SS-Panzerregiment 9 · SS-Panzerregiment 10 · SS-Panzerregiment 11 · SS-Panzerregiment 12